# درو جي. مونتالفو
درو جي. مونتالفو (بالإنجليزية: Drew G. Montalvo)‏ هو موسيقي أمريكي، ولد في 1983 في نيويورك في الولايات المتحدة.